# پرستون (مینه‌سوتا)
پرستون، مینه‌سوتا (به انگلیسی: Preston, Minnesota) یک شهر در ایالات متحده آمریکا است که در شهرستان فیلمور واقع شده‌است.

## خصوصیات
پرستون ۶٫۳۵ کیلومترمربع مساحت و ۱٬۳۲۵ نفر جمعیت دارد و ۲۹۲ متر بالاتر از سطح دریا واقع شده‌است.